# Blanche Feillet-Hennebutte
Pour les articles homonymes, voir Feillet.
Blanche Feillet-Hennebutte, née le 5 novembre 1814 à Paris, et morte le 15 septembre 1886 à Biarritz, est une peintre, dessinatrice et lithographe française. 

## Biographie
Blanche Feillet est la fille de l'artiste Pierre Jacques Feillet et de Hélène Pernotin. 
Comme sa sœur Hélène, Blanche apprend le dessin et la peinture auprès de son père et de son grand-père Pernotin. La famille séjourne plusieurs années à Madrid, avant de s'installer définitivement à Bayonne en 1834. 
En 1844, Blanche Feillet épouse l'éditeur Charles Henry Firmin Hennebutte. Blanche et sa sœur Hélène fourniront les illustrations de plusieurs guides touristiques publiés par Charles Hennebutte.  
En 1857, Blanche est la directrice de l'école de dessin et de peinture de Bayonne. 

## Œuvre

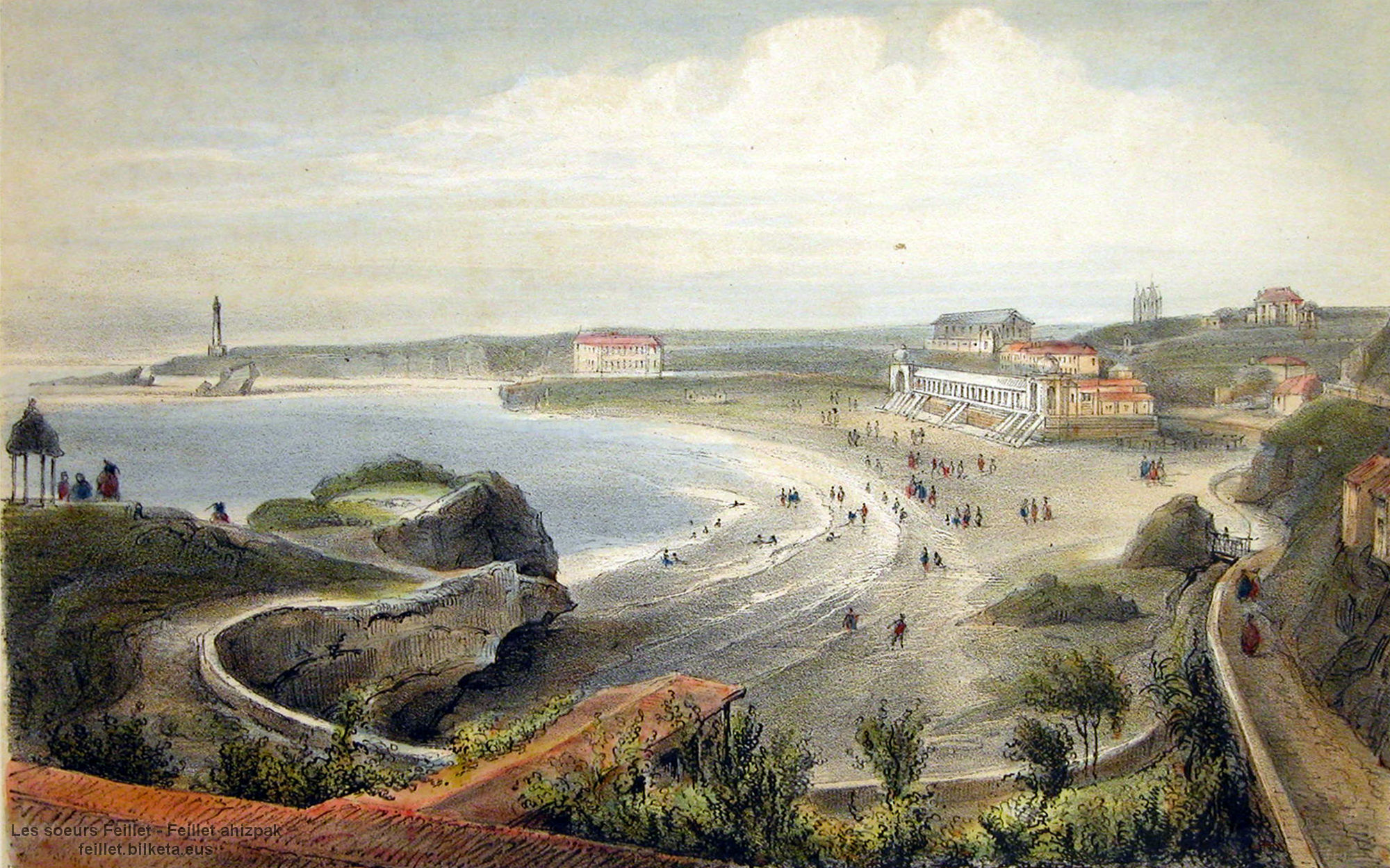
Vue de Biarritz (Blanche Hennebutte-Feillet, vers 1840).

Blanche Feillet expose au Salon de 1841 une Vue d’un moulin près de Saint-Jean-Pied-de-Port, puis, en 1848, un Naufrage dans les rochers de Biarritz près de Bayonne et une Vue de l’entrée de la Barre de Bayonne.
L'essentiel de son travail est tourné vers le dessin et la lithographie : elle réalise de nombreuses vues du Pays basque, qui, transcrites en lithographie, viennent illustrer les guides touristiques édités par son époux. 
De nombreux dessins et estampes de Blanche Feillet et de sa sœur Hélène sont conservés à la médiathèque de Bayonne et au Musée Basque. 